# Karina Labastida Sotelo
Karina Labastida Sotelo (Ciudad de México, 12 de enero de 1976) es una política mexicana que se ha desempeñado como diputada en el Congreso del Estado de México y en el Congreso de la Unión. Desde noviembre de 2023 ocupa el cargo de directora general del Sistema para el Desarrollo Integral de la Familia del Estado de México.

## Trayectoria

### Académica
En el año 2000 se graduó como licenciada en derecho por la Universidad Hispanoamericana y en 2011 concluyó sus estudios de Maestría en Gobierno y Políticas Públicas por la Universidad Panamericana. Ha realizado múltiples diplomados y seminarios enfocados en derecho.

### Política
De 1997 a 2006 desempeñó el cargo de asesora en diversas áreas en la administración pública del Municipio de Coacalco. Posteriormente desempeñó cargos dentro del Partido Acción Nacional en el Estado de México siendo parte del Comité Directivo Estatal del partido de 2007 a 2013. Durante su militancia en el Partido Acción Nacional fue diputada de representación proporcional en la LVII Legislatura del Congreso del Estado de México de 2009 a 2012 y posteriormente fue diputada de representación proporcional por la quinta circunscripción en la LXII Legislatura del Congreso de la Unión de 2012 a 2015.
En 2018 se integró al partido Morena y fue diputada local de representación proporcional en las LX y LXI legislaturas del Congreso del Estado de México, durante esta última presidió la Comisión para la Declaratoria de Alertas de Violencia de Género por Feminicidio y Desaparición del Congreso del Estado de México. En noviembre de 2023 se separó de su cargo como diputada local para convertirse en directora general del DIF estatal como parte del gabinete de la gobernadora Delfina Gómez.